# Deresse Mekonnen
Deresse Mekonnen, född den 20 oktober 1987 i Sheno, är en etiopisk friidrottare som i huvudsak tävlar på 1 500 meter.
Mekonnen deltog vid VM 2007 i Osaka där han slutade på 11:e plats i försöken på 1 500 meter vilket inte räckte för vidare avancemang. Hans stora genombrott kom när han blev världsmästare inomhus vid VM i Valencia 2008 på tiden 3.38,23. Ursprungligen blev Mekonnen diskvalificerad men Etiopiska friidrottsförbundet överklagade beslutet och Mekonnen fick rätt och blev guldmedaljör 
Han deltog även vid Olympiska sommarspelen 2008 i Peking och blev där sjua i semifinalen vilket emellertid inte räckte till en finalplats. 
Han deltog vid VM 2009 där han slutade på andra plats bakom Youssef Saad Kamel på tiden 3.36,01.

## Personligt rekord
- 1 500 meter - 3.32,18 från 2009